# Paramontana punicea
Paramontana punicea é uma espécie de gastrópode do gênero Paramontana, pertencente a família Raphitomidae.